# De Muzeval
De Muzeval was een theater in Emmen. Vanaf 1969 droeg Theater De Muzeval officieel zijn naam. Deze is bedacht door de vrouw van de toenmalige directeur Zijlstra. De naam is ontleend aan een mythe over muzen. Deze muzen waren de negen godinnen van kunst en wetenschap bij de Oude Grieken. Volgens de mythe zijn ze in de val gelopen op de plaats waar nu het theater staat. De Muzeval betekent daarom: de plek waar alle muzen samenkomen. Daarnaast is de naam een knipoog naar het Nedersaksisch waarin muzeval zoveel betekent als muizenval.

## Geschiedenis

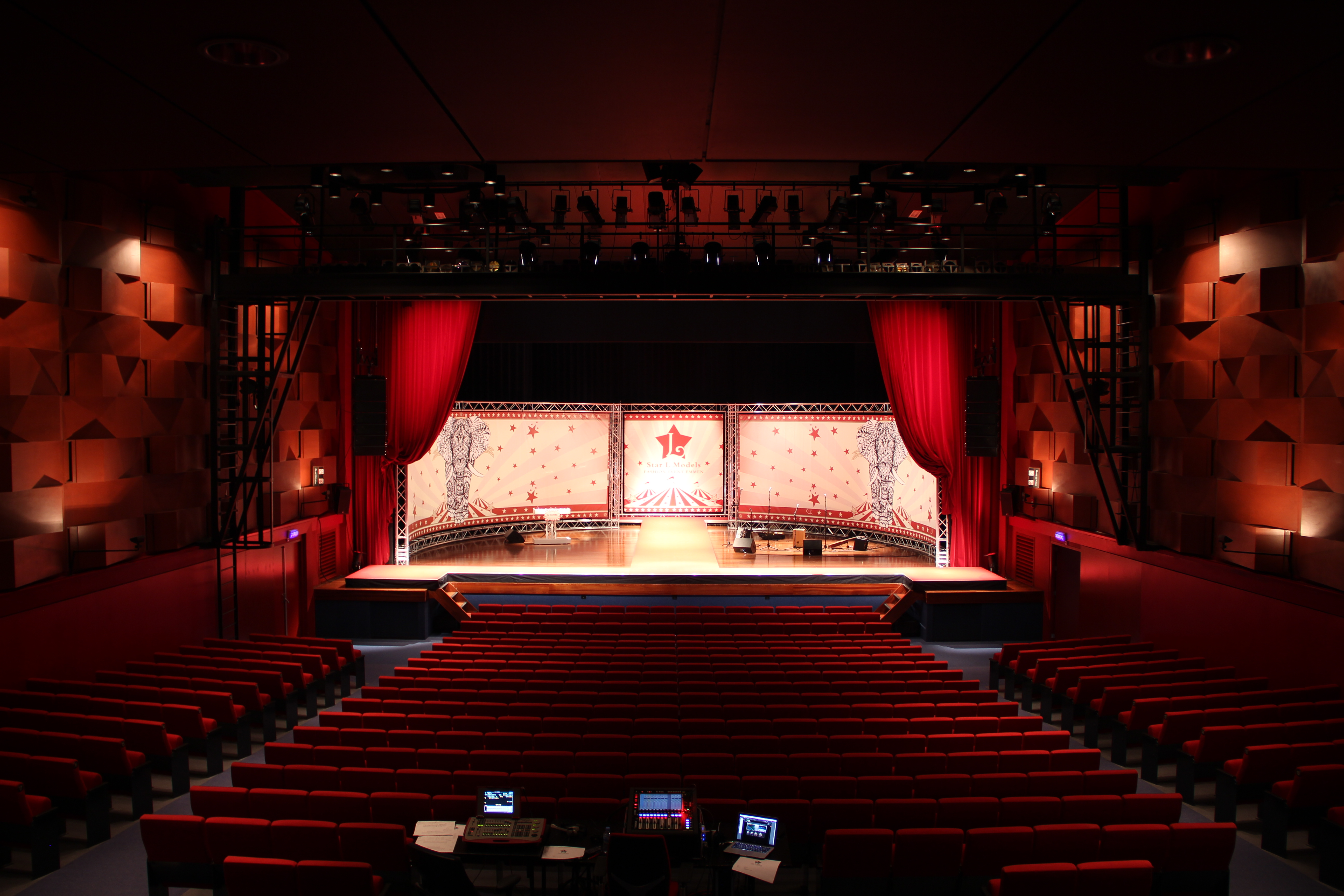
De Muzeval in 2015

In de Gemeentelijke Scholengemeenschap (G.S.G.) (nu Esdal College) werd de oude aula gebruikt voor het geven van voorstellingen, omdat er verder in Emmen geen geschikte locatie voorhanden was. In 1953 werd er een nieuwe aula gebouwd. De oude aula werd omgetoverd tot het Slakkehuis. Deze zaal heeft, zoals de naam al doet vermoeden, de vorm van een slakkenhuis. Er werden twee commissies gevormd, een toneel- en een concertcommissie, die de voorstellingen moesten regelen die met ingang van dat jaar regelmatig plaatsvonden.
In 1968/1969 werd er met de grote verbouwing begonnen. Het theater werd uitgebreid met de Foyer, de Piepzak, een kantoor en een eigen entree. In 1980 werd het kantoor uitgebreid en in 1981 werd het Slakkehuis verbouwd tot theatercafé en tevens ruimte waar symposia en lezingen kunnen worden gehouden. De laatste grote verbouwing stamt uit 1985, met onder anderen de bouw van de patio en de artiestenfoyer. Tevens werd het toneel uitgebreid en de akoestiek van de zaal verbeterd.
In 2008 vierde het theater zijn veertigjarig bestaan met de uitgave van een boek dat werd geschreven door artistiek leider Mieke Kluivers en toenmalig pr-medewerker Jetze Dam. In dit boek kwamen 40 personen aan het woord over de geschiedenis van het theater. Bezoekers, prominente Emmenaren, gebruikers van het gebouw en artiesten zoals Carola Smit, Youp van 't Hek, en Daniël Lohues.
Op 12 maart 2016 werd de laatste voorstelling gehouden in de Muzeval. In oktober 2016 wordt het nieuwe Atlas Theater geopend in Emmen. Sloop van de Muzeval begon in december 2016. Op de plaats van het theater staat sinds oktober 2021 de nieuwbouw van het Esdal College.